# Groep van 77
De Groep van 77 (G77) bestaat uit 134 ontwikkelingslanden in een coalitie om hun gezamenlijke economische belangen behartigen binnen de Verenigde Naties (VN). De groep werd door door 77 niet-gebonden landen gesticht en breidde zich uit tot 134 lidstaten.
De groep werd op 15 juni 1964 opgericht met een gezamenlijke verklaring die werd uitgegeven tijdens de VN-conferentie over handel en ontwikkeling (UNCTAD). De eerste grote bijeenkomst was in 1967 in Algiers, geleid door Raúl Prebisch, waar het Handvest van Algiers werd aangenomen en de basis werd gelegd voor permanente institutionele structuren.